# Concert du nouvel an 2001 à Vienne
Le concert du nouvel an 2001 de l'orchestre philharmonique de Vienne, qui a lieu le 1er janvier 2001, est le 61e concert du nouvel an donné au Musikverein, à Vienne, en Autriche. Il est dirigé  pour la première fois par le chef d'orchestre autrichien Nikolaus Harnoncourt.
Johann Strauss II y est toujours le compositeur principal, mais son frère Josef est représenté avec trois pièces, et leur père Johann présente une seconde œuvre en plus de sa célèbre Marche de Radetzky qui clôt le concert. Par ailleurs, le compisteur autrichien Joseph Lanner est de retour au programme après six ans.
Cinq pièces sur les dix-sept au total sont jouées pour la première fois au concert du nouvel an. En outre, deux pièces sont accompagnées par des danseurs, et trois par la diffusions d'images.

## Programme

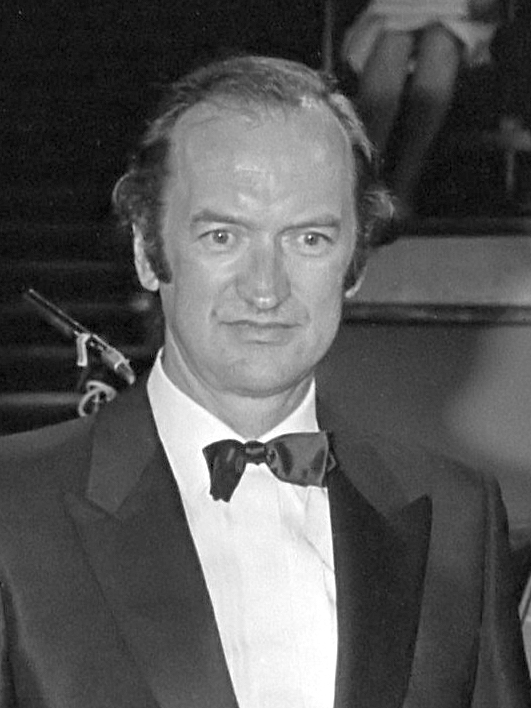
Le chef Nikolaus Harnoncourt (en 1980)

Les pièces suivies d'un astérisque (*) sont jouées pour la première fois.

### Première partie
1. Johann Strauss : la Marche de Radetzky, marche, op. 228, première version*
2. Joseph Lanner : Die Schönbrunner, valse, op. 200, avec la diffusion d'images du château de Schönbrunn[1]
3. Joseph Lanner : Jägers Lust, galop de chasse, op. 82*
4. Johann Strauss II : Morgenblätter, valse op.279
5. Johann Strauss II : Electro-magnetische-Polka, polka, op. 110*
6. Johann Strauss II : Electrofor-Polka, polka rapide, op. 297

### Deuxième partie
1. Johann Strauss II : ouverture de l'opérette Eine Nacht in Venedig
2. Josef Strauss : Harlekin-Polka, polka, op. 48*, avec 25 élèves de l'école de ballet de l'Opéra national de Vienne dansant dans les escaliers du Burgtheater[1]
3. Josef Strauss : Dorfschwalben aus Österreich, valse, op. 164
4. Joseph Lanner : Steyrische Tänze, op. 165
5. Johann Strauss II : Vergnügungszug, polka rapide, op. 281, avec la diffusion d'un pas de deux de locomotives à vapeur historiques[1]
6. Johann Strauss II : Seid umschlungen Millionen, valse, op. 443
7. Johann Strauss II : Der Kobold, polka-mazurka, op. 226*, dansée par le premier danseur étoile du Ballet de l'Opéra de Paris, Manuel Legris, dans les locaux de l'Ambassade de France à Vienne[1]
8. Johann Strauss II : Lucifer-Polka, polka rapide, op. 266

### Rappels
1. Josef Strauss : Ohne Sorgen, polka rapide, op. 271
2. Johann Strauss II : Le Beau Danube bleu, valse, op. 314, avec la diffusion de photos du Danube de l'artiste Georg Riha[1]
3. Johann Strauss : Marche de Radetzky, marche, op. 228